# Hadlagere, Belur
Hadlagere là một làng thuộc tehsil Belur, huyện Hassan, bang Karnataka, Ấn Độ.